# Autoritarisme
|  | Denne artikel omhandler den politiske styreform. For begrebet indenfor psykologien, se autoritær personlighed |
Autoritarisme (også kaldt Autokrati) er en styreform karakteriseret ved en stærk centralmagt og begrænsede politiske friheder. Individuelle friheder er underlagt staten, og der findes intet forfatninggaranteret ansvar. Juan Linz karakteriserede i 1964 autoritære politiske systemer ved fire kvaliteter:
1. begrænset politisk pluralisme; dvs. at sådanne regimer begrænser politiske institutioner og grupper såsom lovgivende forsamlinger, politiske partier og interessegrupper;
2. en basis for legitimitet på grundlag af følelse, især identificering af regimet som et nødvendigt onde til at kunne bekæmpe "let genkendelige samfundsproblemer" såsom underudvikling eller oprør;
3. minimal social mobilisering, ofte forårsaget af begrænsninger af befolkningen såsom undertrykkelse af politiske modstandere og anti-regime-aktivitet;
4. uformelt defineret udøvende magt med ofte vag og skiftende magt.[3]

De fleste moderne diktaturer anvender et autoritært koncept til at danne en regering. Begrebet stammer fra den romerske republik, hvor det henviste til en form for diktatur, der kunne indføres i nødsituationer.

## Autoritære regeringer og stater
Linz skelnede de nye former for autoritarisme fra personalistiske diktaturer og totalitære stater, og tog Spanien under Franco som et eksempel. I modsætning til personalistiske diktaturer har de nye former for autoritarisme institutionaliseret repræsentationen af en række aktører (i Spaniens tilfælde omfattede disse militæret, den katolske kirke, Falange, monarkister, teknokrater og andre); i modsætning til totalitære stater afhænger et autoritært regimes fortsatte eksistens ifølge Linz af passiv accept hos masserne snarere end decideret folkelig opbakning.

### Undertyper
Linz og andre har identificeret flere undertyper af autoritære regimer.

#### Grundlæggende undertyper
Linz identificerede de to grundlæggende undertyper som traditionelle autoritære regimer og bureaukratisk-militære autoritære regimer:
- Traditionelle autoritære regimer er de, hvor den herskende autoritet (oftest en enkelt person) holdes ved magten gennem en kombination af at appellere til traditionel legitimitet, protektor-klient-bånd og undertrykkelse, der udføres af et apparat bundet til den herskende autoritet gennem personlig loyalitet; et eksempel er Etiopien under Haile Selassie I.[5]
- Bureaukratisk-militære autoritære regimer er de, der regeres af en koalition af militærofficerer og teknokrater, som handler pragmatisk (snarere end ideologisk) indenfor rammerne af deres bureaukratiske mentalitet.[5] Mark J. Gasiorowski har foreslået at disse yderligere kan underinddeles i to:
  - Simple militære autoritære regimer.
  - Bureaukratiske autoritære regimer, hvori en magtfuld gruppe teknokrater anvender statsapparatet til at forsøge at rationalisere og udvikle økonomien. Et eksempel herpå er Sydkorea under Park Chung-hee.[5]

#### Andre undertyper
Linz identificerede også tre andre undertyper af autoritære regimer: korporatistiske eller organisk-statistiske, racemæssige eller etniske "demokratier" og post-totalitarisme.
- Korporatistiske autoritære regimer er de, hvori korporatistiske institutioner finder udbredt anvendelse af staten til at overtage og demobilisere magtfulde interessegrupper; denne type er primært blevet studeret i Latinamerika.[5]
- Racemæssige og etniske "demokratier" er de, hvori visse racemæssige eller etniske grupper nyder fulde demokratiske rettigheder, mens andre helt eller delvist nægtes disse rettigheder, såsom i Sydafrika i apartheid-tiden.[5]
- Post-totalitære autoritære regimer er de, hvori totalitære institutioner (såsom partiet, det hemmelige politi og statskontrollerede massemedier) fortsat eksisterer, men hvor ideologisk ortodoksi gradvist er faldet bort til fordel for rutinisering[forklar yderligere], brugen af undertrykkelse er faldet, statens ledelse er mindre personaliseret og mere sikker, og mængden af massemobilisering er faldet betragteligt.[5] Eksempler på dette er Østblok-landene i midten af 1980'erne.[5]

Autoritære regimer underkategoriseres også somme tider efter hvorvidt de er personalistiske eller populistiske.
- Personalistiske autoritære regimer er karakteriseret ved arbitrære regler og autoritet, der hovedsageligt udøves gennem klientbaserede netværk og tvang, snarere end gennem institutioner og formelle regler.[5] Denne type regimer har blandt andet eksisteret i Afrika efter kolonitiden.
- Populistiske autoritære regimer er regimer hvor en stærk, karismatisk og manipulativ leder hersker gennem en koalition med nøglegrupper i de lavere klasser.[5] Blandt eksempler er Argentina under Perón,[5] Ægypten under Nasser[5] og Venezuela under Chávez og Maduro.[6][7]